# Reppelerbemden
De Reppelerbemden is een natuurgebied in het dal van de Abeek nabij de Binkermolen te Reppel.
Vroeger bevond zich hier een hooiland, dat tegenwoordig verruigd is. Ook is er een rietland. Het beheer is aangevangen door de Werkgroep Isis en in 2006 overgedragen aan Natuurpunt. Tot de flora behoort: wateraardbei, paarbladig goudveil en dotterbloem. De bedoeling is om de oorspronkelijke hooilandbegroeiing weer terug te krijgen. In een begrazingsproject met Gallowayrunderen is voorzien.